# Henry Kaufman
Henry Kaufman, né le 20 octobre 1927, est le président de Henry Kaufman & Company, Inc. une emprise crée en avril 1988 spécialisée dans la finance. Il est plus connu sous le surnom de « Dr. Doom ».

## Biographie
Henry Kaufman est né à Wenings (de) (Gedern) en Allemagne le 20 octobre 1927.  Il est le fils du boucher casher du village. En 1937 Kaufman alors âgé de 9 ans fuit avec sa famille l'Allemagne et les Nazis. 
Il suit les cours au lycée de Washington Heights, en 1928 il reçoit une licence d'économie de l'Université de New York suivit par un Master en Finance de l'université de Columbia en 1949 et d'un Doctora en banque et finance de l'Université de New York.

## Surnom
Dans les années 70 Kaufman se fait appeler « Dr Doom » lorsqu'il était économiste en chef de Salomon Brothers en raison de ses fréquentes critiques des politiques gouvernementales. Le matin du 17 août 1982, il a prédit avec précision que le marché avait atteint un plancher, ce qui a conduit ce jour-là à un énorme rallye des actions et des obligations qui allait être le début du plus long marché haussier de l'histoire.

## Récompenses
En 1982 Kaufman a reçu un doctorat honorifique en droit de l'université de New York, un doctorat honorifique en lettres humaines de l'université Yeshiva en 1986, et du Trinity College en 2005.